# Cavariella intermedia
Cavariella intermedia är en insektsart. Cavariella intermedia ingår i släktet Cavariella och familjen långrörsbladlöss. Inga underarter finns listade i Catalogue of Life.